# Marc Cécillon
Pour les articles homonymes, voir Cécillon.
Pas d'image ? Cliquez ici

a Compétitions nationales et continentales officielles uniquement.

b Matchs officiels uniquement.
Dernière mise à jour le 12 juillet 2011.
Marc Cécillon, né le 30 juillet 1959 à Bourgoin-Jallieu, est un joueur de rugby à XV international français évoluant au poste de troisième ligne centre, troisième ligne aile ou deuxième ligne. Il tue Chantal Cécillon, sa femme, de 4 coups de feu à bout portant en 2004. Incarcéré à compter du mois d'août 2004 et condamné à 14 ans de réclusion criminelle en décembre 2008, il sort de prison en juillet 2011, bénéficiant d'une libération conditionnelle.

## Biographie

### Débuts à Bourgoin
Il se forme au métier de pâtissier mais, doté d'un gros gabarit (1,92 m, 112 kg), il fait ses classes au club de Saint-Savin, avant de rejoindre celui de Bourgoin-Jallieu.
Il intègre l'équipe première de Bourgoin en 1977 et reste 22 ans en équipe première.
Le 7 octobre 1987, il joue avec les Barbarians français contre le Penarth RFC à Penarth au Pays de Galles. Les Baa-Baas l'emportent 48 à 13.

### Débuts en équipe de France
Troisième ligne centre (ou aile) ou deuxième ligne, il compte 46 sélections en équipe de France de 1988 à 1995, dont il a été cinq fois le capitaine. Il a participé aux tournées en Argentine en 1988 et 1992, en Nouvelle-Zélande en 1989, aux États-Unis en 1991, et en Afrique du Sud en 1993.
Le 6 novembre 1996, il est capitaine des Barbarians français contre le Cambridge RUFC à Cambridge en Angleterre. Les Baa-Baas s'imposent 76 à 41. Le 23 novembre 1996, il joue de nouveau avec les Barbarians français contre l'Afrique du Sud à Brive. Les Baa-Baas s'imposent 30 à 22.

### Marc Cecillon emmène le CSBJ au sommet
En 1997, Bourgoin atteint la finale des trois compétitions qu'il dispute, finaliste du championnat de France en 1997, de la Coupe de France et vainqueur du Challenge européen 1996-1997.
Il dispute aussi 2 autres demi-finales avec Bourgoin en 1995 et 1999 (dernier match avec les ciels et grenats), 2 autres quarts de finales en 1994 et 1996 et est également finaliste du Challenge européen en 1999.
Le 11 novembre 1998, il joue une nouvelle fois avec les Barbarians français contre l'Argentine dans sa ville natale Bourgoin-Jallieu. Les Baa-Baas s'imposent 38 à 30.
Convivial, fêté pour ses exploits, il est celui qui « fait plus que la troisième mi-temps », et seul son père réussit à le calmer lorsqu'il dérape dans les boîtes de nuit de la région. Son addiction à l'alcool n'était un secret pour personne à Bourgoin-Jallieu.
En 1998, Guy Leduc lui consacre un livre intitulé Marc Cécillon, l'homme tranquille du rugby français. Il fait partie, selon un article du quotidien britannique The Times publié en 2006, des dix joueurs français de rugby « les plus effrayants »,.

### Meurtre et procès
Après sa retraite en 1999 (il est alors encore demi-finaliste du championnat au printemps), il devient entraîneur-joueur du club de l'US Beaurepaire en Nationale 2. Par la suite, il devient « ambassadeur » du CSBJ à la demande du président berjallien Pierre Martinet, mais l'inactivité le ronge. Il semble que peu à peu, l'ancien champion sombre dans la dépression, l'alcoolisme et les médicaments.
Le 7 août 2004, il tue sa femme Chantal, secrétaire médicale — avec qui il était marié depuis 24 ans et a deux filles, Céline et Angélique, de quatre coups de feu au cours d'une soirée réunissant une soixantaine de personnes à Saint-Savin dans l'Isère. Son épouse veut demander le divorce, ne supportant plus l'alcoolisme, la violence exacerbée et le harcèlement jaloux de son époux, par ailleurs fréquemment infidèle. Ne supportant pas la volonté de départ de son épouse, Marc Cécillon lui demande lors de cette soirée de revenir avec lui, ce qu'elle refuse. Il frappe alors une amie qui s'interpose et est chassé par leur hôte. Il part chercher son pistolet, une arme 357 Magnum, en voiture à son domicile, ce qui pour la justice constitue la préméditation, avant de revenir et de tuer son épouse. Les convives ont ensuite le plus grand mal à le maîtriser. Son alcoolémie mesurée ensuite est de 2,65 grammes.
Le procès de Marc Cécillon devant la Cour d'assises de l'Isère commence le 6 novembre 2006. La défense porte surtout sur les difficultés de reconversion d'un ancien champion, laissé à lui-même après avoir connu la gloire, et sur ses difficultés à exprimer ses sentiments. Le 10 novembre, bien que le procureur n'ait requis que quinze ans, le jury le condamne à vingt ans de réclusion criminelle pour l'assassinat de son épouse. La semaine suivante, Marc Cécillon fait appel de sa condamnation.
Le procès en appel se déroule du 1er décembre au 3 décembre 2008 à Nîmes. Marc Cécillon est assisté à ce procès par Me Éric Dupond-Moretti. Les juges de la Cour d'appel ne retiennent pas la préméditation, et réduisent la peine de Marc Cécillon à quatorze ans de réclusion criminelle.  
Le 7 juillet 2011, il sort de prison, bénéficiant d'une libération conditionnelle pour bonne conduite après sept ans de prison effective. Il est depuis devenu paysagiste et vit à Collioure, au bord de la Méditerranée.
Le livre L'Affaire Cécillon : Chantal, récit d'un féminicide (Presses de la Cité), publié en 2023 par le journaliste Ludovic Ninet, retrace le drame, ses origines et son déroulé et analyse la façon dont il a été traité par les médias et la justice. Ce récit est  basé sur les témoignages de Céline Cécillon, fille cadette de Chantal et Marc Cécillon, et de Marinette, la mère de Chantal.

### Vie privée
En janvier 2014, Marc Cécillon, qui a refait sa vie avec une nouvelle compagne dans les Pyrénées-Orientales, assigne en justice ses deux filles, estimant qu'elles ont mal géré, pendant son incarcération, les comptes de la famille, dont l'héritage de l'épouse. En tant que meurtrier de son épouse, il ne peut hériter de la part de celle-ci, mais en tant qu'époux marié sous le régime de la communauté réduite aux acquêts, il était propriétaire à 50 %, en indivision, des biens acquis pendant le mariage, notamment plusieurs appartements et voitures. L'avocat de ses filles qualifie cette démarche de « moralement abjecte » et Céline Cécillon dénonce un acharnement de la part de Marc après qu'il a tué leur mère, bénéficié de leur soutien lors du procès et qu'elles ont assuré la gestion des biens en son absence. Une audience au tribunal de Bourgoin-Jallieu le 13 avril 2014 a conduit à un accord à l'amiable, un notaire étant chargé de la répartition de la succession entre Marc Cécillon et ses filles.
En janvier 2015, le rugbyman international Alexandre Dumoulin confirme par l'intermédiaire de son agent la rumeur selon laquelle Marc Cécillon serait son père. Ils ne se sont jamais rencontrés, Alexandre Dumoulin ayant été élevé par sa mère et son beau-père Xavier Montméat, lui aussi rugbyman berjallien.
Le 10 septembre 2018, il est condamné par le tribunal correctionnel de Perpignan pour conduite en état d'ivresse, sans permis et à une vitesse excessive, violences par personne en état d'ivresse manifeste et vol. Outre 350 € d'amende, le tribunal prononce une peine de douze mois de prison dont six mois avec sursis et mise à l'épreuve pendant deux ans. Marc Cécillon doit se soumettre à une obligation de soins, à une obligation de travailler et de réparer le préjudice.

## Statistiques

### Tournoi des Cinq Nations
| Édition           | Rang | Résultats France | Résultats Cécillon | Matchs Cécillon |
| ----------------- | ---- | ---------------- | ------------------ | --------------- |
| Cinq Nations 1988 | 1    | 3 v, 0 n, 1 d    | 2 v, 0 n, 0 d      | 2/4             |
| Cinq Nations 1989 | 1    | 3 v, 0 n, 1 d    | 1 v, 0 n, 1 d      | 2/4             |
| Cinq Nations 1991 | 2    | 3 v, 0 n, 1 d    | 2 v, 0 n, 1 d      | 3/4             |
| Cinq Nations 1992 | 2    | 2 v, 0 n, 2 d    | 2 v, 0 n, 2 d      | 4/4             |
| Cinq Nations 1993 | 1    | 3 v, 0 n, 1 d    | 3 v, 0 n, 1 d      | 4/4             |
| Cinq Nations 1994 | 3    | 2 v, 0 n, 2 d    | 1 v, 0 n, 1 d      | 2/4             |
| Cinq Nations 1995 | 3    | 2 v, 0 n, 2 d    | 1 v, 0 n, 0 d      | 1/4             |

Légende : v = victoire ; n = match nul ; d = défaite ; la ligne est en gras quand il y a Grand Chelem.

### Coupe du monde
| Édition             | Rang               | Résultats France | Résultats Cécillon | Matchs Cécillon |
| ------------------- | ------------------ | ---------------- | ------------------ | --------------- |
| Royaume-Uni 1991    | Quart-de-finaliste | 3 v, 0 n, 1 d    | 0 v, 0 n, 1 d      | 1/4             |
| Afrique du Sud 1995 | Troisième          | 5 v, 0 n, 1 d    | 3 v, 0 n, 1 d      | 4/6             |

Légende : v = victoire ; n = match nul ; d = défaite.

## Palmarès
- Championnat de France :
  - Vice-Champion (1) : 1997
  - Demi-finaliste (2) : 1995 et 1999
- Challenge Yves du Manoir:
  - Demi-finaliste (1) : 1989
- Coupe de France :
  - Finaliste (2) : 1997 et 1999
- Championnat de France Groupe B : 
  - Champion (1) : 1984
  - Vice-champion (1) : 1982
- Conférence européenne :
  - Vainqueur (1) : 1997
  - Finaliste (1) : 1999

## Distinctions
- Chevalier de l'ordre national du Mérite (décret du 14 novembre 1996)[20]